# RICE
RICE (akronym z anglického Rest, Ice, Compression, Elevation, tj. odpočinek, ledování, stlačení/komprese, zdvižení) je léčebná metoda první pomoci při poranění měkkých tkání. V případě správného aplikování může zkrátit dobu léčby a minimalizovat vzniklé nepohodlí. Cílem tohoto postupu je omezit vnitřní krvácení a otok poraněné části těla. Používá se při zraněních typu podvrtnutí, natažení určité části těla a pohmožděnin.

## Postup
Základní postup metody RICE sestává ze čtyř částí:
- Klid (Rest) – Jeden z klíčových postupů. V případě, že poraněná část těla nebude v klidu, může dojít ke zvýšené bolestivosti, zánětu a případně dalšímu zranění. V případě poranění dolní končetiny může být klidu poraněné části dosaženo používáním berlí.[4]
- Ledování (Ice) – Ledování poraněné části těla brání otoku či jej minimalizuje. Provádí se sáčkem s chladicím médiem (např. ledem, zabaleným do látky) po dobu dvaceti minut v intervalech 4- až 8krát denně. Namísto sáčku s ledem může být použit například sáček s mraženou zeleninou.[4]
- Stlačení/komprese (Compression) – Cílem stlačení je zabránění či zmírnění vzniku otoku. Přestože je určitý otok nevyhnutelný, jeho výrazná podoba může vést ke značné ztrátě funkčnosti a nadbytečné bolesti. Stlačení se provádí elastickou bandáží, která by však neměla být příliš utažena, aby nedošlo k omezení přítoku krve. Zraněné místo by se mělo každé čtyři hodiny převázat.[4]
- Zdvižení (Elevation) – Cílem vyvýšení je rovněž zmírnění vzniku otoku. V tomto smyslu by měla být poraněná část těla ve vyšší úrovni, než je srdce. Toho lze dosáhnout například podložením končetiny polštáři.[4]